# Águas da Prata
Águas da Prata este un oraș în São Paulo (SP), Brazilia. 